# Post- og Telegrafvæsenet
Post- og Telegrafvæsenet, også kaldet P&T, var et dansk statsligt direktorat, hvis historie går tilbage til 1624. I 1927 slog man to statslige organisationer – Postvæsenet og Telegrafvæsenet, sammen til ét væsen, P&T, der udviklede sig uden de store organisatoriske ændringer frem til 1980'erne. I 1986 blev P&T delt op i et generaldirektorat og seks statsejede virksomheder. Tele Danmark A/S blev etableret i 1990, og GiroBank A/S i 1991, begge som statsejede aktieselskaber. I 1995 blev postvæsenet til Post Danmark, en selvstændig, statsejet virksomhed under Trafikministeriet.

## Historie
Postvæsenet i Danmark blev oprettet 24. december 1624, da Christian 4. udsendte en forordning om postbude. Forordningen kaldes populært for postvæsenets fødselsattest. Man udnævnte en postmester i København, der skulle sidde på Børsen i to timer hver dag og tage sig af postrelaterede forretninger. I 1653 overtog købmand Poul Klingenberg postvæsenets drift for en 30-årig periode med titel af generalpostmester. Han udvidede både antallet af posthuse og postruter.
Efter at Postvæsenet havde været på private og forskellige royale hænder kom det 24. september 1711 under statslig forvaltning. Det var efter Postvæsenet havde været i Dorothea Krags besiddelse i otte år som arvtager efter Christian Gyldenløves død. Krag indførte uniformer i oldenborgernes farver, rødt og gult, som lige siden har været Postvæsenets.

## Industrialiseringen
Det første danske frimærke blev udgivet 1. april 1851 efter udenlandsk forbillede. Den 26. oktober 1859 blev det besluttet at indføre husnumre i København, hvilket var et stort fremskridt for postuddelingen, da man før den tid havde måttet klare sig med beskrivelser som "det tredje hus fra hjørnet" eller lignende.
Jernbanerne blev anlagt fra midten af 1800-tallet, og i mange år frem var transporten af breve og pakker med særlige posttog og postvogne central for postvæsenet. Det rationaliserede postgangen og øgede regulariteten.

### Postbiler
I 1908 indførte Postvæsenet biler som en hjælp til en del af postomdelingen i København. Der var tale om et benzindrevent køretøj af fabrikatet Berliet, fremstillet i Frankrig. I perioden 1911 til 1928 benyttede postvæsenet sig af batteridrevne elbiler. Siden gik man over til benzindrevne køretøjer igen, hvilket fortsatte til slutningen af 1990'erne, hvor dieseldrevne biler tog over. Gennem tiden har nogle bestemte bilmærker kendetegnet postvæsenets bilpark. Før 2. verdenskrig hørte Ford til blandt de foretrukne mærker, mens Chevrolet var fremherskende efter krigen. Bedford dukkede op i løbet af 1950’erne. I 1960'erne, hvor bilparken blev udvidet til hele landet, og dermed også til landpostruterne, kunne postgule Morris 1000, Renault 4, Danbilen og Opel Kadett ses i det danske landskab.

## Moderne tider
I 1967 indførtes postnumre som konsekvens af, at postmængden og det geografiske område, der skulle dækkes, var blevet større. Desuden blev kravene til kvaliteten sat op. I det nye postnummersystem fik hver by sit nummer efter geografisk område med basis i det gamle jernbanesystem. Dermed blev det meget nemmere at sortere posten. Man havde også større sikkerhed for, at byer som Svenstrup J. og Svenstrup Sj. ikke fik hinandens breve. Til gengæld måtte afsenderne fra da af være omhyggelige med at anføre de rette postnumre.
I slutningen af 1970'erne begyndte de teknologiske fremskridt at kunne mærkes i den gamle virksomhed. Nye overenskomster erstattede de gamle akkordsystemer. Bureauvogne, som siden 1856 var blevet brugt til at sortere post, imens togene kørte fra landsdel til landsdel, blev udfaset. Sidste tur kørtes i 1997.
I dag sorteres posten effektivt i store postcentre, hvor digitale, optiske hjælpemidler og tekstgenkendelse står for massesortering af breve. Al transport af post foregår nu med lastbil.
Fra 1. januar 2012 skulle alle i Danmark, som ikke havde det i forvejen, opsætte brevkasse(r)/brevkasseanlæg ved skel, dvs. leveringsadressen, fx udenfor ved opgangen til etagebyggeri.

## Ledelse
Denne liste er ufuldstændig; hjælp gerne med at udfylde den.
Generalpostmestre, siden generaldirektører
- Poul Klingenberg
- 1685-1688: Christian Gyldenløve
- 1688-1690: Jens Rosenheim
- 1688-1699: Matthias Moth
- 1711-1712 Claus Heinrich von Vieregg
- 1711-1713 Frederik Giedde
- 1711-1714 Casper Gottlob Moltke
- 1712-1717 Wilhelm Friedrich von Platen
- 1713-1717 Christian von Lente
- 1717-1719 Vincents Lerche
- 1718-1718 Cai Burchard Ahlefeldt
- 1719-1721 Vilhelm Münch von Buseck
- 1720-1725 Andreas Weyse
- 1722-1730 August Frederik von Johnn
- 1725-1730 Christian Erlund
- 1730-1735 Johan Sigismund Schulin
- 1730-1740 Hans Seidelin
- 1735-1771 Wilhelm Ludvig von Rehder
- 1740-1757 Niels Müller
- 1747-1771 Johan Christian Schrødersee
- 1752-1771 Frederik Christian Danneskiold-Samsøe
- 1762-1771 Christian Frederik Holstein
- 1767-1771 Theodor Holmskiold
- 1767-? Johan Georg Pauli
- 1769-? Jens Lange
- 1769-1772 Helferich Peter Sturz
- 1772-1793 Theodor Holmskiold (igen)
- 1794-1796 Hans Hansen Koefoed (1794 2. direktør, 1796 1. direktør)
- 1796-1796 Thorkel Fielsted
- 1796-1801 Ernst Frederik von Walterstorff
- 1801-1809 Carl Conrad Gustav Knuth (først 3., siden 2. direktør)
- 1803-1809 Ernst Frederik von Waltersdorff (igen)
- 1809-1810 Johan Carl Frederik Hellfried
- 1809-1824 Peder Andreas Kolderup-Rosenvinge (direktør fra 1802)
- 1811-1833 Frederik Hauch
- 1834-1835 Christian Vilhelm Lange
- 1835-1842 David Monrad (direktør fra 1807)
- 1835-1848 Niels Winge
- 1842-1874 Sophus Danneskiold-Samsøe (fra 1833 4. direktør, senere 1. og fra 1842 generaldirektør)
- 1874-1874 Fritz Tobiesen
- 1894-1904 Christen Svendsen
- 1905-1922 V.O. Kiørboe
- 1922-1941 C.I. Mondrup
- 1941-1960 K.J. Jensen
- 1960-1975 Gunnar Pedersen
- 1975-1985 Poul Hansen
- 1985-1988 Hans Würtzen
- 1988-1995 Helge Israelsen